# Móstoles Televisión
Móstoles Televisión (MTV), también conocida como Móstoles TV, es el nombre de una cadena de televisión que emitió en el año 1996 en el municipio madrileño de Móstoles.

## Historia
Tras las elecciones municipales de 1995, el socialista José María Arteta se convirtió en el nuevo alcalde de Móstoles. Entre las medidas impulsadas desde el nuevo Ayuntamiento destacaría la creación de un Instituto Municipal de Comunicación, que acabaría por integrar una emisora de radio, Onda Móstoles y una cadena de televisión, Móstoles Televisión.
Desde finales de 1995, el Ayuntamiento de Móstoles llevó a cabo una campaña para promover el cierre de Telemóstoles, cadena de televisión privada que no contaba con licencia de emisión y que era heredera de CTM (Canal de Televisión de Móstoles), que tampoco había contado con licencia de emisión durante su andadura. Tras la clausura de sus emisiones y la adquisición de un novedoso equipamiento digital, la empresa Rec Off fue la concesionaria de explotación del proyecto. En 1996, comienzan las emisiones de la primera, y hasta ahora última, cadena de televisión pública de Móstoles.
La inviabilidad económica del proyecto, de financiación mixta, y la competencia con la nueva emisora municipal, Canal 30 Móstoles, acabaron por poner fin a Móstoles Televisión tras dos años y medio de emisiones. La mayoría de los profesionales de Móstoles Televisión, procedentes en parte de Telemóstoles se integraría en Localia TV (perteneciente al Grupo Prisa) mediante una externalización de los servicios por parte del Ayto. 

## Programación
La programación de Móstoles Televisión incluía un informativo de media hora de duración que se emitía de lunes a viernes a las ocho de la tarde. Asimismo, como instrumento de radiodifusión público, emitía los plenos del Ayuntamiento desde el Consistorio. Los servicios informativos se completaban con un programa semanal de información: Sucedió en Móstoles. 
El resto de contenidos de la cadena estaban integrados por los programas deportivos Zona de Juego y Sabor deportivo, un debate emitido todos los jueves después del informativo diario. Además, la cadena emitía películas y series de animación, así como un programa musical, En Directo, que abría una ventana a las jóvenes promesas de la localidad.
Por último, y como reflejo de su función pública, la emisora realizaba programas especiales con motivo de las fiestas patronales, que incluían retransmisiones de los encierros y corridas de toros de la localidad.